# Euphorbia guerichiana
Euphorbia guerichiana es una especie fanerógama perteneciente a la familia de las euforbiáceas.  Es originaria del sur de África en Sudáfrica, Namibia y Angola.

## Descripción
Es un arbusto leñoso o árbol pequeño que alcanza un tamaño de 3 m de altura con una corteza parecida al papel, ramas rojizas-castaño. Hojas con un pecíolo de 1-3 mm de largo; estípulas glandulares, triangulares, diminutas, de color marrón oscuro; lámina de 1.5 a 3.5 × 0,5-1,3 cm, obovadas a lanceoladas, redondeadas en el ápice, cuneadas en la base, enteras, minuciosamente pubescentes, rara vez casi glabras. Inflorescencias en cimas reducidas a solitarios ciatios subsésiles axilares en ramitas de hojas enanas; brácteas scariosas, 1 × 1 mm, redondeadas, márgenes ciliados. Ciatios de 2,5 × 3,5 mm con involucros en forma de copa, minuciosamente pubescente, al menos en la base; glándulas 5, 1 × 1,5 mm, transversal elíptica, extendiéndose; lóbulos 0.5 mm de largo, redondeadas, denticulados margen, flores ciliadas. Semillas de 4,5 × 3,5 mm, ovoides con ápice obtuso, ligeramente dorsal ventral comprimido, liso, gris, moteado; carúncula 2.3 mm de diámetro.

## Taxonomía
Euphorbia guerichiana fue descrita por Pax ex Engl. y publicado en Botanische Jahrbücher für Systematik, Pflanzengeschichte und Pflanzengeographie 19: 143. 1894.
Etimología
Euphorbia: nombre genérico que deriva del médico griego del rey Juba II de Mauritania (52 a 50 a. C. - 23), Euphorbus, en su honor – o en alusión a su gran vientre –  ya que usaba médicamente Euphorbia resinifera. En 1753 Carlos Linneo asignó el nombre a todo el género.
guerichiana: epíteto otorgado en honor del geólogo, paleontólogo y botánico alemán Georg Julius Ernst Gürich (1859-1938).
Sinonimia
- Euphorbia commiphoroides Dinter
- Euphorbia frutescens N.E.Br.[5][6]